# ヨナス・レアンデション
ヨナス・レアンデション（Jonas Leandersson、1990年1月22日 - ）はスウェーデンのオリエンテーリング選手。スプリント競技を得意としている。

## 実績

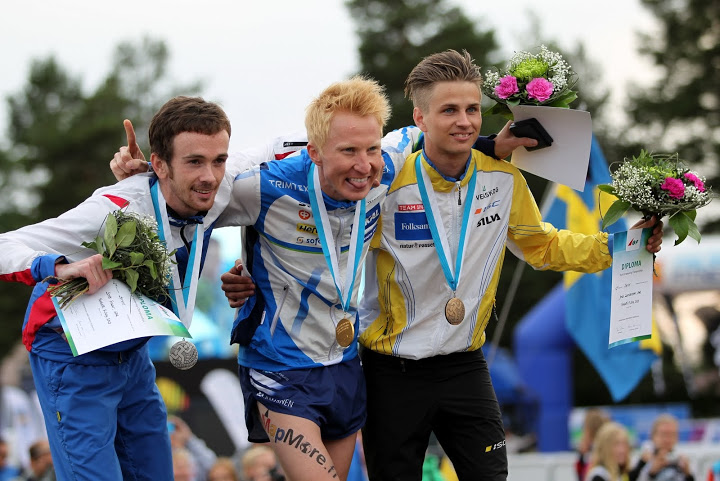
WOC2013表彰式にて、左からScott Fraser（イギリス）、モーテン・ボストロム（フィンランド）、ヨナス・レアンデション

### ジュニア時代
2010年にデンマークで開催されたジュニア世界選手権（JWOC）に出場、ロング競技こそ77位と低調に終わったが、ミドルでは銀メダル、スプリントでは銅メダルを獲得した。

### シニア時代
2011年にワールドカップに初出場、総合66位となった。翌2012年にブレイクスルー、ヨーロッパ選手権（EOC)のスプリントで優勝、リレーで準優勝すると、世界選手権（WOC）のリレーでも準優勝し、銀メダルを獲得。ワールドカップの総合順位も数字を62上げる4位となった。2013年には得意のスプリント競技で世界選手権の銅メダルを獲得、2014年のヨーロッパ選手権ではスプリントとリレーの2冠を達成するなど、年々パフォーマンスを上げ続けている。

## その他
- スウェーデンのオリエンテーリングクラブ、Södertälje-Nykvarn orientationに所属し、Jukola（ユッコラ）リレーでは2011年、2012年ともに5位となっている。